# Лопатница (Прахова)
Лопатница (рум. Lopatnița) насеље је у Румунији у округу Прахова у општини Шоимари. Oпштина се налази на надморској висини од 242 m.

## Становништво
Према подацима из 2002. године у насељу је живело 764 становника, од којих су сви румунске националности.